# Amolita
Amolita é um gênero de traça pertencente à família Arctiidae.

## Espécies
- Amolita delicata Barnes & McDunnough, 1912
- Amolita fessa Grote, 1874
- Amolita fratercula Barnes & McDunnough, 1912
- Amolita intensa Dyar, 1914
- Amolita irrorata Hampson, 1910
- Amolita nyctichroa Hampson, 1910
- Amolita obliqua Smith, 1903
- Amolita paranoma Dyar, 1914
- Amolita pepita Dyar, 1914
- Amolita perstriata Hampson, 1910
- Amolita roseola Smith, 1903
- Amolita sentalis (Kaye, 1901)
- Amolita solitaria Dyar, 1914